# Wiliame Katonivere
Wiliame Maivalili Katonivere (født 20. april 1964 i Suva) er en fijiansk høvding og politiker, som siden november 2021 har været Fijis præsident. Han har også været høvding for Macuata-provinsen siden 2013, hvor han efterfulgte sin ældre bror Aisea Katonivere. Katonivere har været involveret i bevaringsinitiativer for koralrevet Great Sea Reef i Fiji.
Fra 2020 til 2021 var Katonivere formand for Pine Group, som omfatter Fiji Pine Limited, Tropik Wood Industries Limited og Tropik Wood Products Limited. Han var også bestyrelsesmedlem for Fiji Airports, Fiji Sugar Corporation og Rewa Rice Ltd.

## Militær karriere
Som 19-årig sluttede Katonivere sig i 1984 til Royal Fiji Military Forces og var udstationeret to gange i Mellemøsten ved FN's midlertidige styrke i Libanon. Han blev indrulleret som oberstløjtnant og var befalingsmand for det 7. infanteriregiment af de territoriale styrker.

## Politisk karriere
Premierminister Frank Bainimarama nominerede Katonivere til præsident for Republikken Fiji den 21. oktober 2021. Katonivere accepterede nomineringen, og parlamentet mødtes dagen efter for at stemme om præsidentskabet. Katonivere fik 28 stemmer og besejrede sin modstander parlamentsmedlem Teimumu Kepa fra partiet SODELPA.  Før Katonivere tiltrådte som præsident, trådte han tilbage fra alle de bestyrelsesposter, som han tidligere havde.
Katonivere blev taget i ed som Fijis sjette præsident den 12. november 2021 som efterfølger for Jioji Konrote.

### Præsidentvalget 2021
Katonivere blev nomineret som FijiFirst-regeringens kandidat til posten som præsident for Fiji af premierminister Frank Bainimarama, mens Teimumu Kepa blev nomineret af oppositionsleder Lynda Tabuya. Katonivere fik støtte fra et flertal af parlamentsmedlemmer i den første afstemningsrunde og besejrede dermed Kepa. Et medlem af oppositionen, Mosese Bulitavu fra SODELPA, stemte også på Katonivere.
| Kandidat                              | Kandidat                              | Parti                                 | Parlament | Parlament |
| Kandidat                              | Kandidat                              | Parti                                 | Stemmer   | %         |
| ------------------------------------- | ------------------------------------- | ------------------------------------- | --------- | --------- |
|                                       | Wiliame Katonivere                    | FijiFirst                             | 28        | 54,9 %    |
|                                       | Teimumu Kepa                          | SODELPA                               | 23        | 45,1 %    |
| Blanke stemmer eller undlod at stemme | Blanke stemmer eller undlod at stemme | Blanke stemmer eller undlod at stemme | 0         | -         |
| I alt                                 | I alt                                 | I alt                                 | 51        | 100,0 %   |
| Kilde: The Fiji Times                 |                                       |                                       |           |           |

## Privatliv
Katonivere blev født den 20. april 1964 på Colonial War Memorial Hospital i Suva som den yngste ud af syv søskende. Hans forældre er Ratu Soso Katonivere og Samanunu Boteiviwa. Han gik på Draiba Fijian School, før han afsluttede sin sekundære uddannelse på Bua College i 1981. Katonivere kommer fra landsbyen Naduri, Macuata i Vanua Levu. Han er gift med Filomena Katonivere, og de har to børn og tre børnebørn.